# روبن باين
روبن باين (بالإنجليزية: Robin Bain)‏ (ولد في 12 فبراير 1980) ممثلة وكاتبة ومخرجة أمريكية.

## روابط خارجية
- الموقع الرسمي
- روبن باين على موقع IMDb (الإنجليزية)
- روبن باين على موقع قاعدة بيانات الفيلم (الإنجليزية)
- الموقع الرسمي
- Robin Bain as a Guest Writer on "Ms. In The Biz"
- Interview with filmmaker Robin Bain on "Film Courage"